# 藁杆双脐螺
藁杆双脐螺（学名：Biomphalaria straminea）为扁蜷科双脐螺属的动物。本物種原生於巴西，但被人為的帶到香港及深圳，香港漁農自然護理署認為乃外來物種。
一般生活于池塘、小水渠以及水流较缓的河流沿岸。